# Moulin Mattéi
Pour les articles homonymes, voir Mattei.
Le moulin Franceschi, dit moulin Mattéi, est un ancien moulin à vent situé sur la commune française d'Ersa en Haute-Corse. Il est parfois présenté comme un emblème du cap Corse.

## Histoire
Dans la microrégion du cap Corse, très ventée, 13 moulins à vent, de type moulin-tour, fonctionnaient à la fin du XVIIIe siècle entre Méria et Morsiglia, dont 4 à Rogliano et 1 à Tomino, contre 5 dans le reste de la Corse.
Dès le milieu du XIXe siècle, plus aucun n'était en service. Les ruines de 7 d'entre eux sont visibles aujourd'hui, mais seul le moulin Franceschi a été restauré, bien qu'il ait cessé de fonctionner, en 1834, après avoir été endommagé par des incendies et la foudre, et laissé à l'abandon vu l'importance des destructions. Les bases maçonnées de 2 autres moulins sont visibles à proximité.

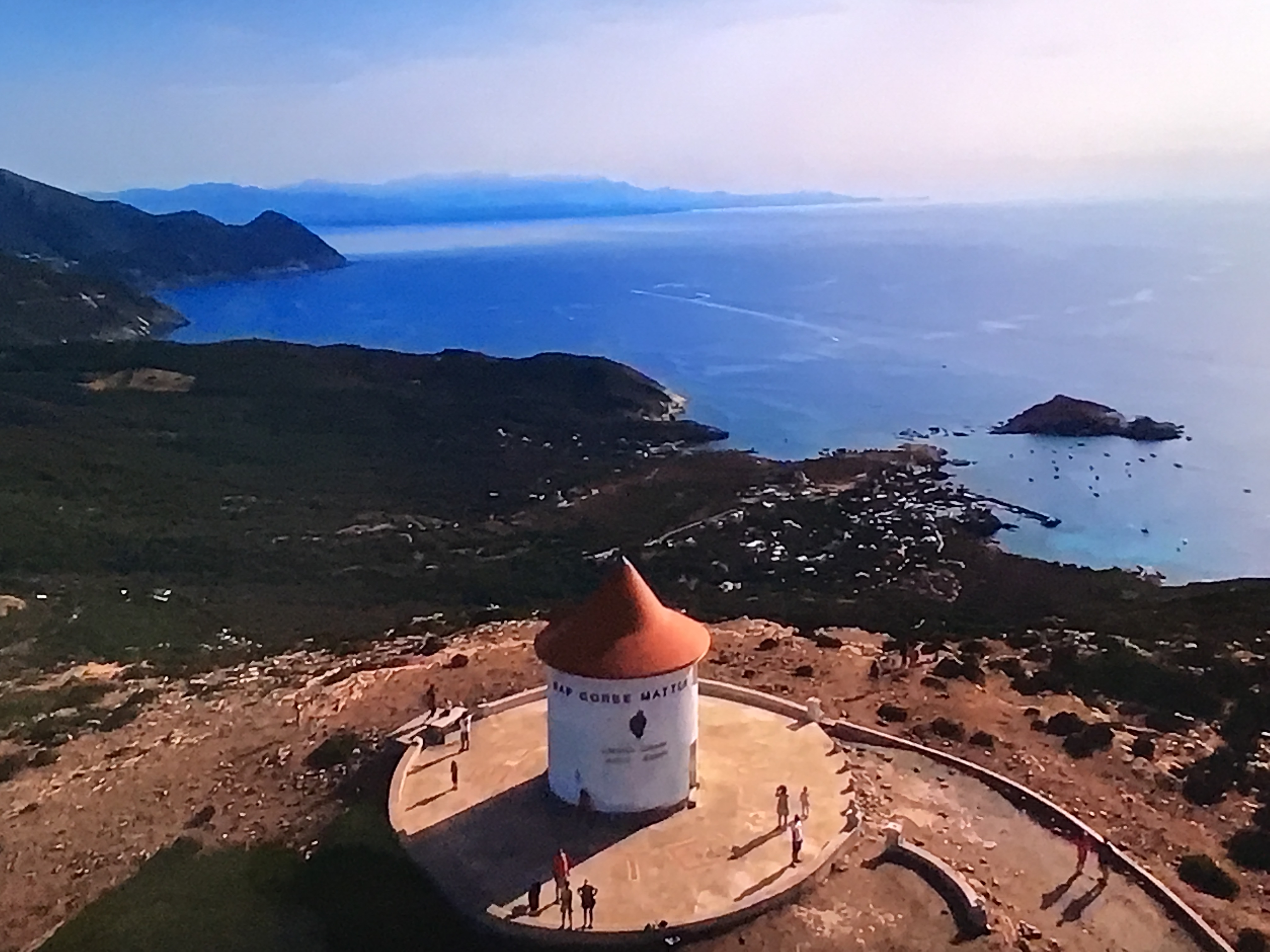
Le moulin avec Centuri en contrebas

En 1930, François Mattei l'achète et le restaure, pour en faire une vitrine publicitaire de l'apéritif créé en 1872 par son beau-père et cousin, Louis-Napoléon Mattéi : le Cap Corse Mattei. Le moulin retrouve sa toiture et est doté d'ailes factices. À la fin du XXe siècle, son état s'est de nouveau dégradé, de sorte que le Conservatoire du littoral rachète, en 1998, 1,8 hectare autour du bâtiment et remet en état celui-ci en 2004, tout en conservant les inscriptions publicitaires. Les ailes, replacées en 2004 et détruites en 2014, ont été à nouveau reposées en avril 2021. Le moulin est devenu un guichet d’information touristique (Office de Tourisme du Cap Corse - Capicorsu) ouvert en saison avec des projets « écotouristiques » en collaboration avec le Conservatoire du littoral, la Collectivité de Corse, le Parc naturel marin du cap Corse et de l’Agriate et l’Office de l’environnement de la Corse.
Les abords sont aménagés et des expositions sont organisées durant l'été.

## Accès
Le moulin est situé à l'extrémité nord-ouest de la presqu'île du Cap Corse entre le village de Boticella (commune d'Ersa) et Centuri. En partant de Bastia ou Saint-Florent, prendre la D80 en direction du nord ; le trajet est d'environ 1h30 en voiture. Le moulin se trouve à 340 m à pied du col de la Serra, à une altitude de 365 mètres.